# Золотые зубы
Золотые зубы или Золотые зубные коронки — применение золота и его сплавов в стоматологическом протезировании, а также металлические коронки с напылением, похожим на золото, не отличимым от натурального золота, в основном изготавливают из коронки и мосты. 

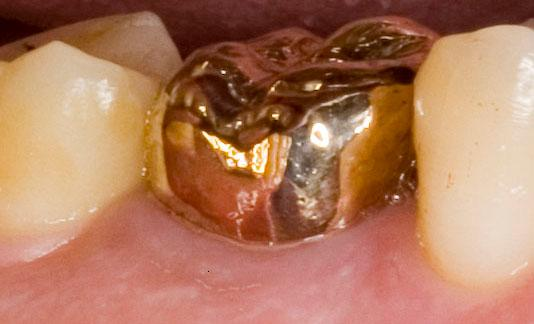
Золотая коронка

## История

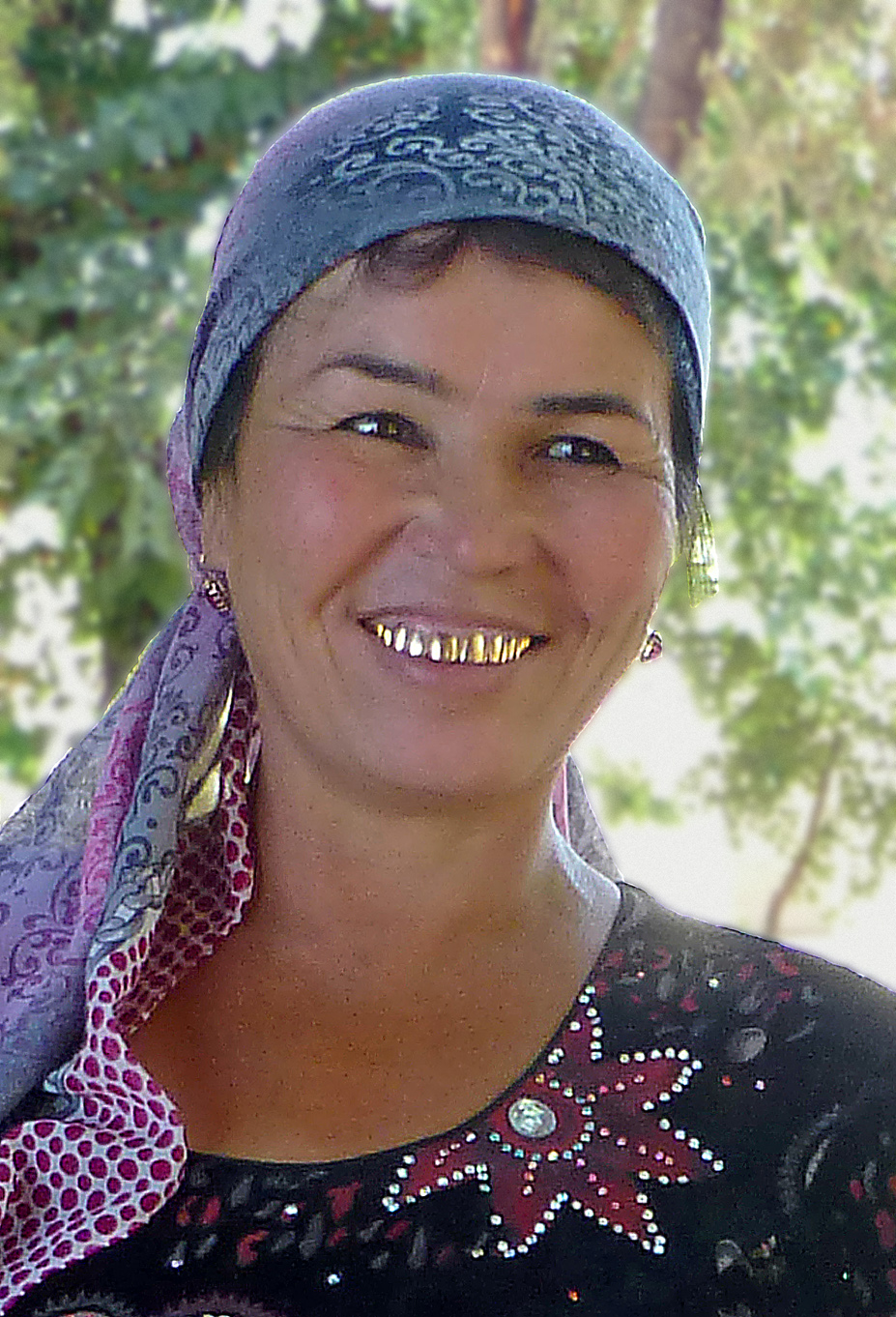
Женщина с золотыми зубами

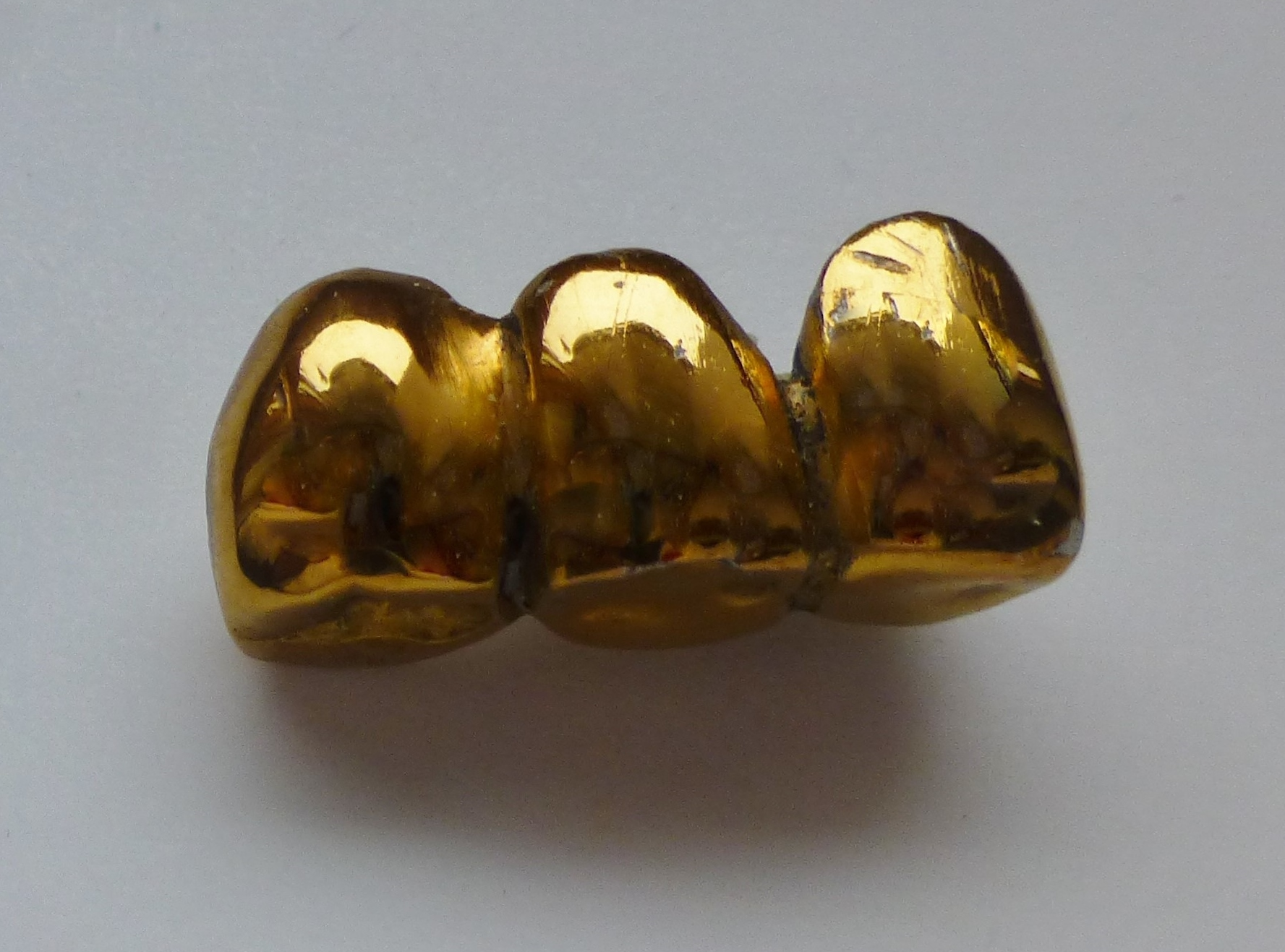
«золотой» зубной мост

Золото является одним из первых материалов, успешно примененных в стоматологическом протезировании (в виде золотых коронок либо золотой проволоки для крепления протезов), вследствие его химической и биологической инертности и относительной простоте обработки.
В 1484 году Джованни д’Арколи рекомендовал золотую фольгу в качестве материала для пломб.
Филипп Пфафф (1715—1767), стоматолог Фридриха Великого, автор «Сочинения о зубах» (Берлин, 1756 г.), использовал в качестве пломбировочного материала золотую фольгу.
Настоящие золотые коронки ставили представители преступного мира, также ставили люди, которые уезжали из СССР за границу (США, Германия, Израиль) на постоянное место жительства, чтобы преодолеть запрет на ввоз драгметаллов и денежных средств.

## Металлические коронки с напылением под золото

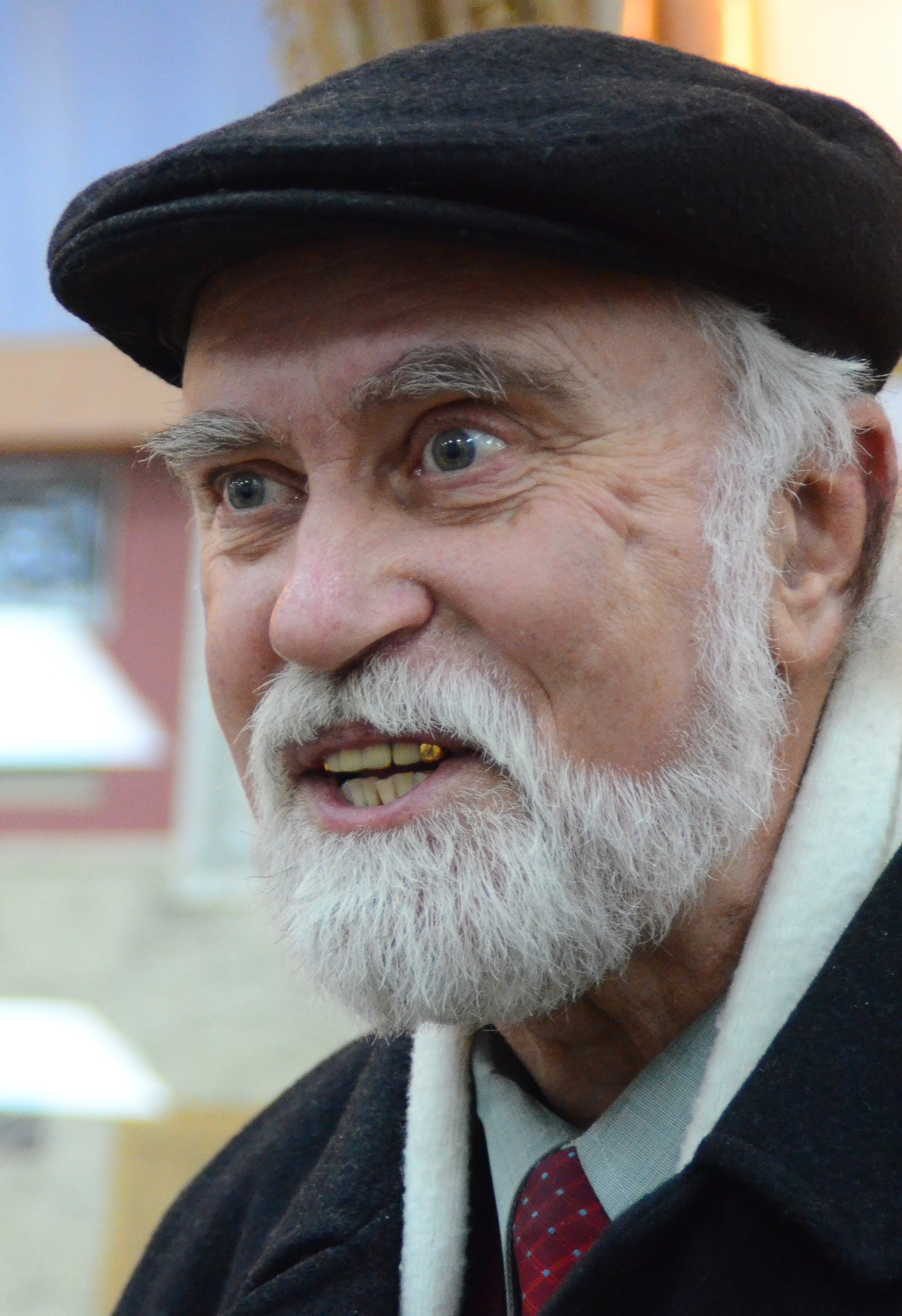
Мужчина с металлическими коронками с напылением нитрида титана

Так как настоящие золотые коронки очень дорогие, чаще всего применяют металлические коронки с напылением из других металлов и сплавов, имитирующих золото, например из  нитрида титана. Используют также Абиссинское золото
Титановые коронки и мосты с напылением имитирующих золото рекомендуют ставить преимущественно на жевательные зубы, но ставят и на передние, для таких коронок нужно меньше обтачивать зубы, они также служат дольше и дешевле, чем металлокерамические коронки и коронки из циркония, единственный недостаток это неэстетичный внешний вид. Также на них нет аллергии, в отличие от железных коронок на которые аллергия бывает.
Такие коронки и мосты часто ставили стоматологи в СССР и ставят до сих пор на постсоветском пространстве, коронки не поддаются коррозии, не тускнеют, как золото и стоят гораздо дешевле. Такие коронки лучше, чем вставные зубные протезы.
В интернете существует миф о вредности напыления из нитрид титана, но это не соответствует действительности.

## Плюсы золотых коронок
- Биосовместимы, не вызывают отторжения и аллергии,
- Похожи на собственную эмаль по твёрдости, не повреждают противоположные зубы,
- Не вступают во взаимодействие с продуктами питания и слюной, не темнеют со временем,
- Обладают противовоспалительным эффектом, защищают зубы от кариеса,
- Хорошо выдерживают жевательные нагрузки,
- Имеют срок службы от 15 до 20-25 лет,
- С ними легко работать врачам,
- Они не могут треснуть или отколоться.

## Минусы золотых зубов
- Не похожи на свои зубы,
- Высокая цена.
- Если стоят золотые коронки на зубах, новые должны быть тоже из золота, потому как при использовании коронок из-за разных металлов во рту будут происходить химические реакции, которые вызывают жжение во рту и постоянное присутствие металлического привкуса, могут провоцировать развитие воспалительных процессов и образование лейкоплакии.

## Состав
Золотые коронки раньше делали из золота 900 пробы, с припоем 750 пробы, в настоящее время золото 750
пробы – платина 900 пробы – серебро 800 пробы и медь. Бывают коронки из булатной стали с напылением золота 583 пробы.

## Запрет на золотые зубы
В 2003 году президент Туркменистана Сапармурат Ниязов запретил золотые зубы для граждан Туркменистана.
В 2006 году президент Таджикистана Эмомали Рахмонов издал указ, запрещающий госслужащим иметь золотые зубы.

## Применение золота для керамических коронок
Золото применяется также для металлокерамических коронок. Преимущество состоит в том, что, в отличие от других металлов, золото не влияет на цвет коронок, а также золото обладает антибактериальными свойствами.

## Грилзы

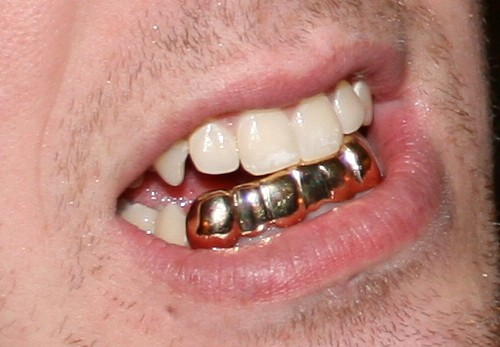
Грилзы похожие на золотые зубы

Существуют также съёмные золотые коронки — накладные зубы под названием грилзы, которые имитируют золотые коронки, такие носят рэперы и другие знаменитые люди, а также те, кто им подражает. Существуют также не золотые, но похожие внешне на золото.